# Dolmen – Rejtelmek szigete
A Dolmen – Rejtelmek szigete (eredeti címén Dolmen) egy francia misztikus tévésorozat, amely 6, egyenként 90 perces epizódból áll. A sorozat Didier Albert rendezésében készült Ingrid Chauvin főszereplésével. Először a TF1 tévécsatornán közvetítették Franciaországban, 2005. június 13-a és július 18-a között. Magyarországon az RTL Klub sugározta 2006 nyarán, hetente egy epizóddal.

## Történet
|  | Alább a cselekmény részletei következnek! |

Marie Kermeur, a bresti rendőrnő visszatér szülőhelyére, a Bretagne partjaitól pár kilométerre fekvő Ty Kern szigetére, hogy ott menjen férjhez gyermekkori szerelméhez, Christian Bréhathoz. A legénybúcsú éjszakáján azonban egyik bátyja, Gildas rejtélyes módon meghal. Bár mindenki meg van róla győződve, hogy baleset történt, Marie hiszi, hogy bátyja nem véletlenül zuhant le a szikláról, hanem meggyilkolták. Nyomozni kezd, amivel kivívja a szigeten élő babonás breton lakosság haragját. Egymást követik a gyilkosságok, a sziget előkelő családjainak tagjait sorra találják holtan. A tengerparton lévő ősi kelta síremlék egy-egy köve minden gyilkosság után vérezni kezd. Párizsból Lucas Fersen nyomozó, a rituális bűntények szakértője érkezik a szigetre, hogy felderítse a rejtélyes ügyet. Eleinte rivalizálnak Marieval, később azonban egyre inkább összeszokott csapattá válnak, és vonzalom támad köztük. Ezt a lány vőlegénye, Christian olyannyira nem nézi jó szemmel, hogy faképnél hagyja Mariet, és elindul élete vitorlásversenyén. Yves Pérec, az orvos és polgármester, a felesége, Chantal, Marie másik bátyja, Loïc és annak fia, Nicolas sorra halnak meg, ám senki sem tudja hogy miért.
Lassanként kiderül, hogy harmincöt évvel ezelőtt, 1968-ban, hat gyerek, köztük Gildas, Loïc, Yves Pérec és Christian Bréhat egy régi legenda nyomán elsüllyesztettek egy hajót úgy, hogy lámpáikat világítótoronyként használva zátonyra csalták. A hajón két ír férfi és egy nő utazott, akik mind meghaltak, azonban egy nagyszabású bankrablás zsákmányát szállították magukkal. Ezt a sziget ma előkelő családjai, a Kersaint, a Kermeur és a Le Bihan családok osztották szét maguk között. A nő, aki velük utazott, azonban túlélte a hajótörést, és utána vágták el a torkát, a testét pedig mérföldekkel arrébb, a molleni öbölnél vetette partra a víz. Azonosítani sosem sikerült, csak egy „Mari” feliratú nyakláncot viselt, a névazonosság Marie Kermeur-rel pedig senkit nem hagy nyugodni, a rendőrnőt főleg nem.
Később az is napvilágra kerül, hogy Gwenaëlle Le Bihan, a jómódú és rideg cukrászüzem tulajdonosnője, Yvonne Le Bihan lánya és annak értelmi fogyatékos öccse, Pierric is jelen volt a süllyesztésnél. Sőt Pierre-Marie de Kersaint, a sziget legbefolyásosabb, nemesi gyökerekre visszatekintő családjának tagja, a már nyolcvanas éveiben járó, de ma is kegyetlen és rettegett üzletember, Arthus de Kersaint fia is a süllyesztők között volt.
Marie és Lucas Fersen kiderítik, hogy a vérző sziklák, az időnként megjelenő szellemhangok és jelenések mind csupán szemfényvesztések, ami mögött Stéphane Morineau, a sziget ügyefogyottnak tűnő csendőrparancsnoka áll, aki a gyilkosságok egy részét is elkövette (bár nem ő az értelmi szerző, csak a valódi gyilkos bérelt cinkostársa). Azonban általa nem sikerül eljutni a gyilkoshoz, mivel menekülés közben meghal.
Lassan körvonalazódik az indíték és a tettes kiléte. Kiderül, hogy Patrick Ryan, a nemrég a szigetre érkezett ír író harmincöt évet ült börtönben, mert részt vett az 1968-as bankrablásban, és véletlenül megölt egy rendőrt. Az is kiderül, hogy ő valójában Erwan de Kersaint, az idős Arthus de Kersaint halottnak hitt fia, Pierre-Marie testvére, aki Írországban személyazonosságot változtatott és megnősült, a felesége pedig a mollen-i ismeretlen halott, Mari volt, de közvetlenül esküvője után szerencsétlen körülmények között börtönbe került. Bosszúját harmincöt éven át tervezte, és mivel nem tudta, ki felelős a felesége meggyilkolásáért, mindenkivel leszámolt, aki ott volt a süllyesztésnél. Csak a végén tudja meg, hogy apja, Arthus vágta el Mari torkát, ezért utoljára vele is végez.
Marie Kermeur végül megtudja, hogy a Kermeur család csak örökbe fogadta, és valójában Patrick Ryan és a mollen-i ismeretlen gyermeke, aki újszülöttként túlélte a hajótörést.
Mikor el akarják fogni, a megkeseredett és megtört Ryan, akit idáig is csak a bosszú éltetett, közli lányával és Fersen nyomozóval, hogy nem megy vissza a börtönbe, és húsz méter magasból, egy világítótorony tetejéről a tengerbe veti magát. Bár nagy valószínűséggel összezúzza magát a parti sziklákon, holttestét a rendőrök nem találják meg.
Marie Kermeur az ügy lezárása és a rejtély tisztázódása után végleg szakít vőlegényével, Christian Bréhat-val, akiről kiderül, hogy többször becsapta és a vitorlásversenyen való eltűnése majd csodás megmenekülése is csak átverés volt. Marie a Brestbe tartó komp fedélzetén igent mond Lucas Fersen nyomozó házassági ajánlatára.

## Szereplők és karakterek
Kermeur család
- Ingrid Chauvin : Marie
- Jean-Louis Foulquier : Millic, Marie apja
- Martine Sarcey : Jeanne, Marie anyja
- Manuel Gélin : Loïc, Marie bátyja
- Luc Thuiller : Gildas, Marie másik bátyja
- Tom Hygreck : Nicolas, Loïc fia

Pérec család
- Marc Rioufol : Yves, orvos és polgármester
- Catherine Wilkening : Chantal, Yves felesége
- Lizzie Brocheré : Aude, Yves és Chantal lánya

Kersaint család
- Georges Wilson : Arthus
- Hippolyte Girardot : Pierre-Marie, Arthus fia
- Yves Rénier : Erwan de Kersaint (más néven Patrick Ryan), Arthus másik fia és Marie igazi apja
- Laure Killing : Armelle, Pierre-Marie felesége
- Emilie de Preissac : Juliette, Pierre-Marie és Armelle lánya

Le Bihan család
- Nicole Croisille : Yvonne
- Micky Sébastian : Gwenaëlle, Yvonne lánya
- Didier Bienaimé : Philippe, Gwenaëlle férje
- Thomas de Sambi : Ronan, Gwenaëlle és Philippe fia
- Chick Ortega : Pierric, Yvonne szellemi fogyatékos fia

Egyéb szereplők
- Xavier Deluc : Christian Bréhat, Marie Kermeur vőlegénye
- Brigitte Froment : Anne Bréhat, Christian nővére, kávéháza van Ty Kern-ben
- Bruno Madinier : Lucas Fersen, nyomozó, akit Ty Kern szigetére küldtek a retélyes halálesetek felderítésére
- Richaud Valls : Stéphane Morineau, a magát ügyefogyottnak feltüntető rendőr

## Készítők
- Rendező: Didier Albert
- Forgatókönyv: Nicole Jamet, Marianne Le Pezennec
- Producer: Jerome Vignac
- Zene: Frédéric Porte
- Vágó: Adeline Yoyotte

## Forgatási helyszínek
Le Conquet (Bretagne) és környéke, a félsziget, Brest (Bretagne).

## DVD változat
A sorozat eddig mindössze francia nyelven jelent meg, 2005. július 28-án a TF1 Vidéo forgalmazásában.

## Vetítések
- Baszkföld: ETB2, 2006. október - 2006. november
- Belgium: RTL TVI, 2005. június - 2005. július
- Németország: RTL 2, 2006. november
- Magyarország: RTL Klub, 2006 nyara
- Olaszország: Rete 4, 2006. augusztus – 2006. szeptember
- Portugália: RTP1, 2006. augusztus
- Svájc: TSR, 2005. június – 2005. július
- Lengyelország: TVP 1, 2006. február
- Oroszország: TV3, 2007. május
- Finnország: MTV3, 2007. június - 2007. augusztus
- Szlovénia: POP TV, 2007. július - 2007. augusztus
- Portugália: RTP1, 2007. december
- Csehország: TV Nova, 2008. január
- Katalónia: TV3, 2008. január